# Carora
Carora es una ciudad de Venezuela y la capital del  municipio Autónomo Torres, el más grande del estado Lara, siendo a su vez la segunda ciudad de la entidad federal por población después de Barquisimeto.
Es el principal centro vitivinícola, agrícola, ganadero, artístico, cultural y musical de la nación. Está ubicada en el borde sur-oriental de la Cuenca de Carora, entre la Depresión de Carora, sobre El Valle de Las Auyamas, a orillas del Río Morere y al noroeste en la Región Centroccidental del país.
El casco colonial de la ciudad destaca por su extensión y belleza y fue proclamado Monumento Nacional de Venezuela en 1977, siendo uno de los lugares más visitados y turísticos. En la Zona Colonial se pueden apreciar calles empedradas y antiguas casonas bien cuidadas en una extensión aproximada de ocho hectáreas en la que se encuentran La Iglesia El Calvario, La Catedral de Carora, El Balcón de Los Álvarez y La Iglesia San Dionisio.
Actualmente la ciudad de Carora trata de recuperar la parroquia Heriberto Arroyo integrante actualmente de la gobernación del Estado Trujillo y varios territorios limítrofes con el Estado Zulia que pertenecieron al antiguo departamento de Carora, hoy renombrado como  Municipio Autónomo Torres. Existe un movimiento caroreño para conseguir formar un estado más de Venezuela, que llevaría por nombre Estado Carora. Los caroreños han comenzado una campaña en pro a su gentilicio, cultura y tradición, basada en el caroreñismo o carorianismo, para recuperar y fijar la identidad caroreña dentro del país.

## Toponimia
Existen diferentes definiciones sobre el significado de la palabra «carora».
Según Pedro Manuel Arcaya, conocedor del pasado prehispánico de los aborígenes del occidente del país en su libro Obra inédita y dispersa, «Carora es karira o kurura (‘cigarra’ en guajiro)». Es decir, la típica y autóctona chicharra, la cual produce un sonido estridente y monótono hasta que se seca de emitir su ruido, produciéndole la muerte.
Los viejos cronistas e historiadores caroreños nombran a los indios, primigenios habitantes de este suelo como los Caroras, de modo que en las viejas crónicas este nombre identificaba a esta raza indómita, pobladora del valle de Bariquigua.
Para el politólogo Orlando Álvarez Crespo, la palabra carora deriva etimológicamente del vocablo caraive kurura, la cual significa ‘se acabará la comida’.
Para el Dr. Tulio Chiossone en su libro Diccionario toponímico de Venezuela, la etimología de este nombre puede hallarse en el árbol caro, de la familia de las umbelíferas, que existe solamente en Asia y Europa.
El nombre se puede referir también a Carora, una india del Corasidie, en la jurisdicción de la actual Carora (1619).

## Geografía
Su límite municipal se localiza por el norte con el Estado Falcón y el Municipio Urdaneta, por el sur con el  Municipio Morán y el Estado Trujillo, por el este con los Municipio Jiménez e  Iribarren y por el oeste con el Estado Zulia. Tiene una altitud de 10 m.s.n.m en la Urbanización La Represa, 419 m.s.n.m en la Plaza Bolívar y de 1200 m.s.n.m en El Mirador del sector aledaño San Pedro.

## Historia

### Fundación oficial
Hay diversas versiones sobre la fundación de Carora. Una dice que fue fundada en el mes de septiembre de 1569 por el capitán Juan del Trejo con el nombre de Nuestra Señora de la Madre de Dios de Carora. El citado fundador había sido capitán, teniente, justicia y alcalde ordinario, por esa razón se justifica a Carora con la categoría de ciudad. Además, Juan del Trejo repartió encomiendas entre sus vecinos, luego se ausentó de la ciudad recién fundada y en 1571 fue encargado de tomar residencia en la ciudad de Trujillo, se encargó de suplirlo el Capitán Pedro Maldonado para desempeñarse como Capitán y Justicia Mayor de la ciudad. Vivían en esa zona los aborígenes ajaguas y caquetíos, con un valor tremendo y un coraje tan grande que fueron calificados, según las crónicas, como bravos guerreros. Luego de fundada la ciudad por Don Juan de Trejo, se presume que en el sitio cercano al río Morere, por el noreste, en la vía hacia Aregue, hoy, Barrio Nuevo, era azotada constantemente por los indios, por lo tanto, el capitán Pedro Maldonado tuvo que mudarla el 6 de enero de 1571 hacia el sitio que hoy ocupa alrededor de la Plaza Mayor. Fue destruida y quemada por los valientes Ajaguas, quienes no aceptaban ni querían a ningún hombre blanco español. En junio de 1572 vino el capitán Juan de Salamanca, quien pacificó a los indígenas y repobló la ciudad, la rebautizó con el nombre de la Ciudad Portillo de Carora. Ambas aventuras conquistadoras provinieron de la ciudad madre de El Tocuyo.
El nombre de Ciudad Portillo tiene dos referencias de las cuales, la primera se refiere a la región donde había nacido el refundador don Juan de Salamanca y la segunda es una abra, puerta o abertura geográfica entre las montañas al oeste concretamente hacia la región zuliana.
En 1570 un grupo de españoles  —sobre todo extremeños y manchegos que habían llegado en 1569 en la expedición de Pedro Malaver de Silva, algunos con mujeres europeas y otros solteros— fundaron la Villa Portillo de Carora en lo que era la población indígena.

## Cultura

### Gastronomía
La ciudad de Carora, así como sus alrededores, tiene una gastronomía bastante variada. Sus platos representativos son:
- tostadas caroreñas
- lomo prensado
- patas de grillo o pata'e grillo (carne mechada frita de cabra). Acompañado de arroz blanco, caraotas y tajadas fritas de plátano conforman el pabellón larense o pabellón guaro.
- mondongo de chivo (sancocho hecho con panza, patas y cabeza de ganado caprino).
- granizados de mamón

En el Sector Altagracia es muy conocida la «parrilla de siete montes», la cual consiste en siete tipos de carne asadas a la parrilla (res, cerdo, pollo, ciervo/venado, conejo, iguana y cabra; ocasionalmente se añade serpiente).
También es posible degustar en sector aledaño Arenales los famosos chicharrones de guabina.
También se debe destacar la Sangria Caroreña; Es una bebida alcohólica y refrescante típica de España. Desde el año 2002, en las Bodegas Pomar de Cervecería Polar S.A, ubicadas en la vistosa ciudad “Donde baila el viento y Canta la Aurora”, Carora, Estado Lara, se produce la Caroreña. Se trata de una sangría elaborada con ingredientes 100% naturales, utilizando exclusivamente vino tinto macerado en frío con frutas tropicales como naranja, parchita, piña, mora y durazno. También tiene una versión gasificada llamada Caroreña Verano, la cual se expende en botellas y latas como las de cerveza (si bien posee un grado alcohólico mayor que aquella).
En los últimos años se ha popularizado la mantequilla de caraota.

## Clima
Carora se sitúa a unos 419 metros sobre el nivel del mar. El ambiente general de la depresión es árido cálido, con una precipitación promedio anual de 734,68 mm y una evaporación media anual de 3.058 mm. La temperatura promedio es de 36,2 °C.

## Demografía
De acuerdo al INE para el año 2020 el municipio Torres cuya capital es Carora posee una población de 209,217 habitantes que representan un 11,30% de la población total del Estado Lara, con una densidad de población de 25,10 hab/km² y una tasa de alfabetización de 94%.

## Actividad económica
El 12 de febrero de 1779, se emprendió un viaje desde el pueblo de Santa Inés del Altar, también conocido como Cerro Negro, partiendo a las dos y media de la tarde y llegando a las seis y cuarto al pueblo o agregado de feligresía de Sarare, distante unas siete leguas.
El trayecto se describe en dos tramos: las cuatro primeras leguas atravesaban zonas boscosas, enmarcadas por cerros más elevados en un lado que en el otro. Las tres leguas restantes transcurrían a través de sabanas abiertas, más expuestas y llanas. Se advertía que, durante el invierno, los caminos entre arboledas se volvían lodazales y barriales, dificultando seriamente el tránsito. No obstante, las tierras de dicha arboleda eran consideradas fértiles y aprovechables.
Al salir de Santa Inés, tras una legua de marcha, se pasaba a la izquierda del Cerro Negro, lugar que —según la tradición— había sido centro de prácticas idolátricas en tiempos antiguos.
La iglesia local, bajo la invocación de San Nicolás de Bari, era una modesta capilla de bahareque, techada con palma, y carecía de cementerio. Se dispuso su construcción en un sitio apartado de la iglesia, conforme a disposiciones eclesiásticas del momento.

## Patrimonio
Carora es famosa por su casco colonial de ocho hectáreas, el cual guarda como dato interesante, que la gran mayoría de los propietarios de las casas son descendientes de los dueños originarios.
Los sitios más interesantes de esta ciudad y sus alrededores son:
- Catedral de Carora: ubicada en la zona colonial, frente a la plaza Bolívar. Su construcción duró cerca de los cien años. Es del estilo barroco colonial que impera en estas tierras producto de la transculturización producida por la conquista. En ella se observan ciertos criterios de la arquitectura renacentista.
- Casa Amarilla: es sin lugar a dudas, la casa de cabildo más antigua del país. Típica casona colonial de principios del siglo XVII.
- Iglesia el Calvario: joya de la arquitectura colonial venezolana.
- Cerro de la Cruz: mirador con capilla, desde este sitio se puede ver una panorámica de la ciudad.
- Calle San Juan: zona colonial de Carora.
- Plaza Bolívar: ubicada en plena zona colonial frente a la catedral.
- Club Torres: club privado que funciona en una casa que data del año 1724. Se le considera como el club más antiguo de Venezuela.
- Plaza Chío Zubillaga: es hoy el corazón de la ciudad.
- Ruinas de la Iglesia la Pastora: restos de la Iglesia del mismo nombre.
- Teatro Alirio Díaz: Allí pueden visitarse frecuentes exposiciones de arte y permanentemente muestras del Museo Arqueológico de Carora.
- Plaza El Néctar: primera fuente de agua de la ciudad, ubicada en pleno centro de la ciudad.
- Plaza Ambrosio Oropeza, en la avenida Francisco de Miranda.
- Portal de los Zubillaga: importante muestra de casa de portal colonial. Fue construida en 1804 por la familia.
- Casa Chío: casona de muy vieja data que perteneció a la familia Zubillaga Perera. En la actualidad pertenece a la UCLA. Allí se conservan parte de las pertenencias de Chío Zubillaga.
- Portal del Sol: entrada de Carora.
- Arenales (pueblo): Ubicado en la Parroquia Espinoza de Los Monteros, es un sector aledaño con construcciones coloniales, que cuenta con atractivos balnearios.
- Bodegas Pomar: fábrica de los mejores vinos del país.
- Curarigua: sector aledaño colonial ubicado en la Parroquia Antonio Díaz.
- San Pedro y Jabón: ambos sectores son pintorescos y andinos.
- Altagracia: queda a media hora de Carora aproximadamente. Fue considerada por viticultores franceses como el mejor sitio para el cultivo de uvas en Venezuela.
- Alemán: carretera Carora-Altagracia, esta la cooperativa de productores artesanales La Otra Banda, dedicada a la fabricación y venta de tejas, ladrillos, tablillas para revestimiento de paredes y una gran variedad de modelos.
- Casa de la Cultura de Carora: se encuentra en la calle Comercio entre la Plaza Bolívar y la Iglesia del Calvario, Fundada y construida por el Maestro y Doctor Juan Martínez Herrera.

## Educación
Carora posee una buena cantidad de universidades e institutos de educación superior pero sobre todo una gran cantidad de centros culturales.

### Instituciones de Educación Superior
- Universidad Nacional Experimental Politécnica Antonio José de Sucre (UNEXPO): calle Comercio, entre Contreras y Calvario
- Universidad Centro Occidental Lisandro Alvarado (UCLA): calle Bolívar, esquina Ramón Pompilio Oropeza, casa de Chío Zubillaga.
- Universidad Nacional Abierta (UNA): calle Bolívar, entre Comercio y San Juan (frente a la Plaza Bolívar).
- Instituto Universitario de Tecnología Mario Briceño Iragorry (IUTEMBI): Avenida Francisco de Miranda, sector La Toñona, edificio IUTEMBI.

### Centros culturales
- Biblioteca Pública «Idelfonso Riera Aguinagalde»: carrera 9 entre calles 2 y 3 frente a la Plaza Bolívar
- Biblioteca Municipal «Ismael Silva Montañés»
- Biblioteca «Cecilio Zubillaga Perera»: calle Monagas, Módulo de Servicios, Barrio Nuevo.
- Salón de Lectura «Federico Carmona»: calle Morán, Adyacente a la Plaza Bolívar.
- Salón de Lectura «Guillermo de León»: Frente a la Plaza Bolívar, al lado de la Casa de la Cultura.
- Salón de Lectura «La Esperanza»: calle Bolívar con calle Sucre.
- Salón de Lectura «Torrellas»: calle 4, No 6-90, Barrio Torrellas.
- Casa de La Cultura: calle Bolívar frente a la Plaza Bolívar.
- Centro de Bellas Artes
- Centro de Formación en Danzas Kurura

## Deporte
En Carora se fundó unos de los equipos de béisbol con mayor tradición en Venezuela, los Cardenales de Lara, el cual tiene en la actualidad su sede en Barquisimeto. Sin embargo, nunca más se realizaron juegos en el estadio Antonio Herrera Gutiérrez de Carora (si bien este estadio era usado como sede alternativa tanto de dicho equipo como de Pastora de Occidente en los años 90).
Además la ciudad cuenta con un amplio gimnasio de baloncesto, construido para la realización de los Juegos Juveniles Lara 2001, el Gimnasio Cubierto «El Pentágono».